# Papa Pio IX
Pio IX, nascido Giovanni Maria Battista Pellegrino Isidoro Mastai Ferretti; (Senigália, 13 de maio de 1792 – Roma, 7 de fevereiro de 1878), foi o Papa da Igreja Católica entre 16 de junho de 1846 até a data de sua morte, seu pontificado sendo o segundo mais longo da história depois de São Pedro. Foi beatificado em 3 de setembro de 2000, pelo Papa João Paulo II. Foi o primeiro papa da história a ser fotografado.
Foi o 2.º Papa a nascer no dia 13 de maio; o outro foi Papa Inocêncio XIII. Foi o último soberano dos Estados Papais, pois Pio IX comandava o Trono de Roma quando os revoltosos empreendiam o Risorgimento, que levou à unificação da Itália como Estado Nacional, comandado pelo rei Vittorio Emanuele II. Foi responsável pelo sequestro de Edgardo Mortara, um menino de seis anos retirado à força de sua família judia.

## Biografia

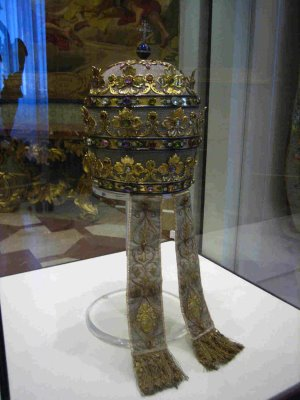
Tiara Papal do Pontífice.

Giovanni Mastai-Ferretti nasceu em Senigália (Itália) e estudou no Colégio Piarista em Volterra, e em Roma. De origem nobre, por sofrer de epilepsia não conseguiu seguir uma carreira militar, tendo seguido teologia e sendo ordenado sacerdote em 1819. Trabalhou nos primeiros anos do sacerdócio no Chile, regressando ao seu país em 1825. Nomeado arcebispo de Spoleto em 1827 e cinco anos depois para a diocese de Imola. Elevado a cardeal em 1840.
A sua eleição para Papa sucessor de Gregório XVI foi o resultado de uma divisão no conclave entre conservadores e reformadores. Mastai-Ferretti era tido por candidato liberal, e, ao quarto escrutínio, foi eleito. Tomou o nome de Pio IX como homenagem ao Papa Pio VIII, seu antigo benfeitor. Foi coroado em 21 de Junho de 1846.

## Pontificado

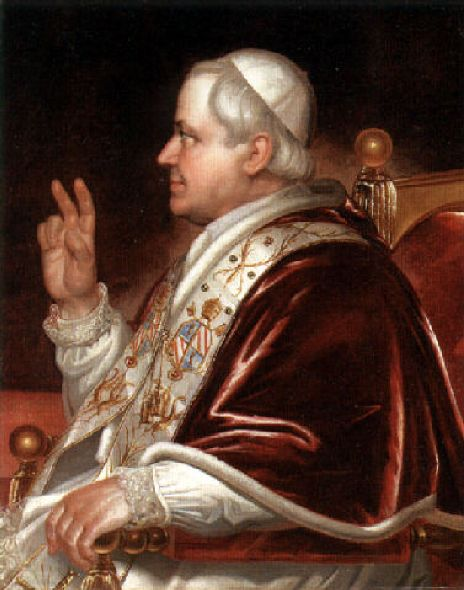
Pio IX

Apesar de ser considerado no início como um liberal, o seu pontificado passou a ser considerado como uma mudança no sentido do conservadorismo por seus críticos. Pio IX iniciou uma campanha contra o que chamou de falso liberalismo. Na encíclica Quanta Cura de 8 de dezembro de 1864, condenou dezesseis proposições que contrariavam a visão católica na época. Esta encíclica foi acompanhada pelo famoso Syllabus errorum, que condenava as ideologias do panteísmo, naturalismo, racionalismo, indiferentismo, socialismo, comunismo, franco-maçonaria, judaísmo, igrejas dadas como cristãs a tentar explicar a Bíblia e vários outras formas de liberalismo religioso tidos por incompatíveis com a religião católica. Antes, Pio IX já havia condenado os escritos filosófico-teológicos de Anton Günther por meio da carta apostólica Eximiam Tuam, de 15 de junho de 1857. A obra de Günther acabou por ser incluída no Index Librorum Prohibitorum.  Em muitas ocasiões, Pio IX insistira em que fosse seguida a filosofia e a teologia de São Tomás de Aquino. Anton Günther, porém, pretendia que o Neoescolasticismo não fosse a única doutrina católica possível. Sua filosofia consistia principalmente numa justificação racional do cristianismo e numa antropologia bem fundamentada.

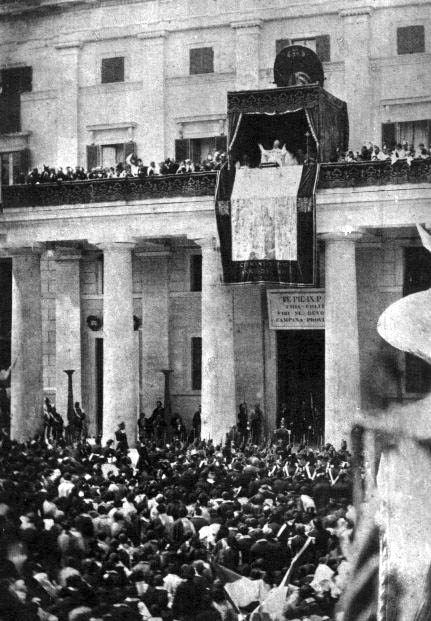
Pio IX discursando em 1863.

Durante toda sua vida Pio IX foi muito devoto da Virgem Maria. Em 1849, quando se encontrava no exílio, em Gaeta, consultou o ponto de vista dos bispos da Igreja a respeito da Imaculada Conceição enviando-lhes cartas, e em 8 de dezembro de 1854, na presença de mais de duzentos bispos, proclamou o dogma da Imaculada Conceição da Virgem Maria como um dogma de fé da Igreja, através da encíclica Ineffabilis Deus.
Promoveu a devoção ao Sagrado Coração e, em 23 de setembro de 1856, estendeu esta festividade a todo o mundo católico. Em 16 de junho de 1875 consagrou o mundo ao Sagrado Coração de Jesus. Promoveu a vida interna da Igreja por meio de muitas normas litúrgicas e reformas monásticas e um elevado número de beatificações e canonizações, sem precedentes para a época.
Em 29 de junho de 1869 publicou a Bula Aeterni Patris com a qual convocou o Concílio Vaticano I, cuja cerimônia de abertura contou com a presença de setecentos bispos no dia 8 de dezembro de 1869. Na quarta sessão solene do concílio, em 18 de julho de 1870, a infalibilidade papal foi declarada um dogma de fé.
Criou os cardeais Wiseman e Manning da Inglaterra; Cullen da Irlanda; McCloskey dos Estados Unidos; Diepenbrock, Geissel, Reisach e Ledochowski da Alemanha; Rauscher e Franzelin da Áustria; Mathieu, Donet, Gousset e Pita da França.

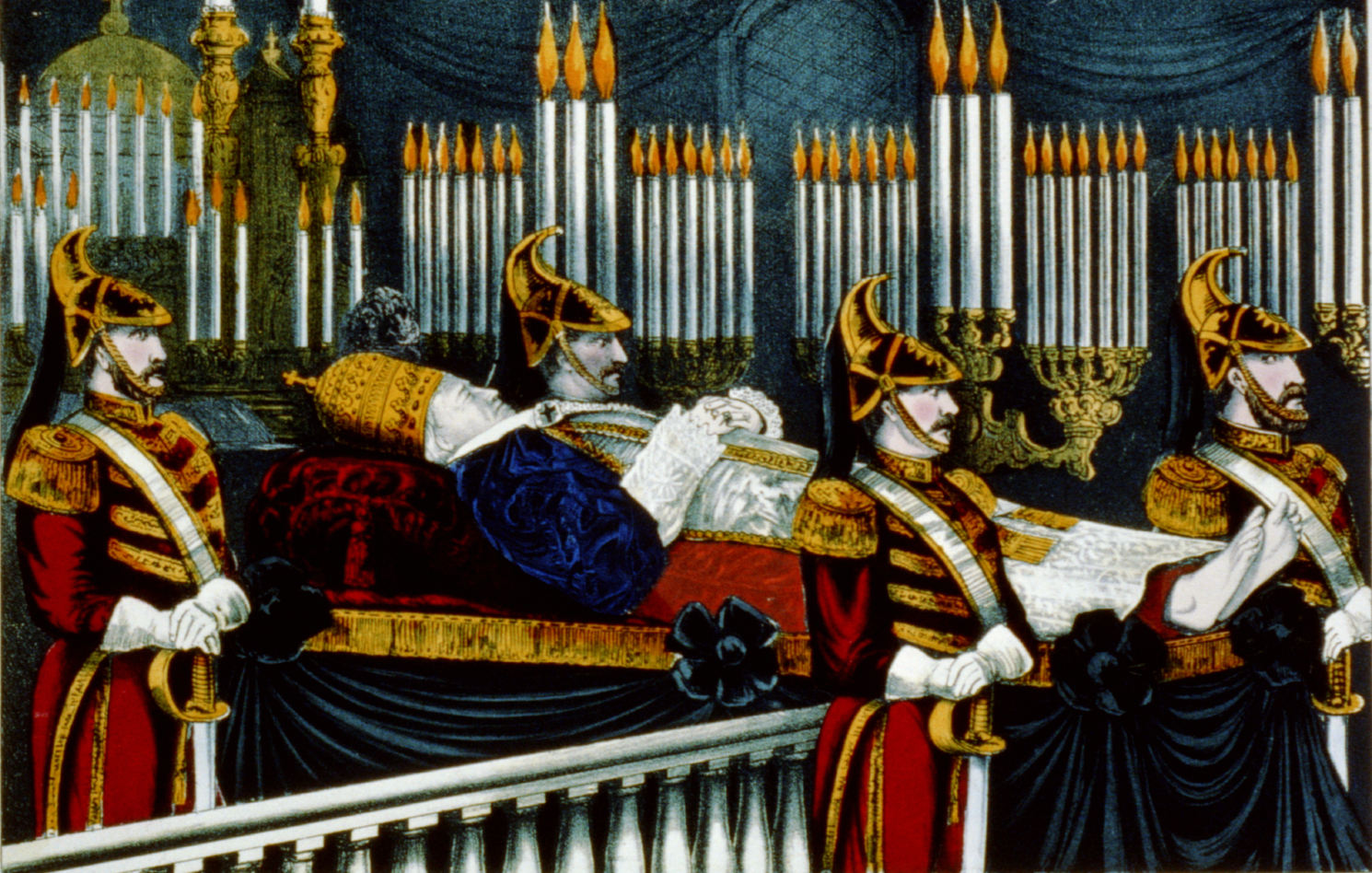
O funeral de Pio IX - 1878.

Em 29 de setembro de 1850 restabeleceu a hierarquia católica na Inglaterra erigindo a Arquidiocese de Westminster com as sedes sufragâneas de Beverley, Birmingham, Clifton, Hexham, Liverpool, Newport e Menevia, Northampton, Nottingham, Plymouth, Salford, Shrewsbury e Southwark. Este ato provocou ampla comoção por parte de ingleses intolerantes, fomentada pelo primeiro-ministro, Lord John Russell, e pelo London Times. Quase resultou em perseguição aberta contra os católicos na Inglaterra. Em 4 de março de 1853 restabeleceu a hierarquia católica na Holanda, erigindo a Arquidiocese de Utrecht e as sedes sufragâneas de Haarlem, Bois-le-Duc, Roermond e Breda.
Foi em seu pontificado que houve o cisma ente o Papado e o Império do Brasil. Pio IX estabeleceu uma série de documentos condenando as novas ideias, entre elas a Maçonaria. No Brasil havia, instituição herdada da monarquia portuguesa, o chamado padroado. Ele determinava que qualquer determinação da Santa Sé, no Brasil, somente seria válida com a autorização do Imperador. Uma delas foi a proibição de casamento entre católicos e maçons. D. Pedro II não assinou e gerou problemas na atuação dos padres brasileiros. Os bispos D. Vital e Macedo Costa seguiram as determinações do Papa e gerou uma crise do País com o Vaticano. Os bispos foram presos e condenados à prisão. O caso somente foi resolvido quando o império mandou um diplomata a Roma.

## Relação com o judaísmo
Pio IX aboliu leis que forçavam os judeus a viver em áreas específicas, os impediam de praticar certas profissões, e os obrigavam a ouvir sermões quatro vezes por ano em tentativas de conversão. O Judaísmo e o Catolicismo eram as únicas religiões permitidas por lei (o Protestantismo era permitido aos estrangeiros mas não autorizado a italianos). Mesmo assim, o testemunho de um judeu em tribunal contra um cristão era inadmissível aos olhos da lei.[carece de fontes?]
Em 1858, num caso altamente divulgado na época, uma criança judia de seis anos, Edgardo Mortara, foi retirada à força da casa dos seus pais pela polícia papal para os Estados Papais, a mando da Inquisição. Foi referido que haveria sido batizado por uma empregada cristã da família quando estava doente, por temer que não fosse para o Céu. Segundo a lei da Igreja Católica, os cristãos não podiam ser criados por judeus, mesmo se fossem seus pais. Pio recusou os apelos de numerosos chefes de estado, incluindo o Imperador Francisco José I da Áustria e o Imperador Napoleão III de França para o retorno da criança a seus pais. O incidente provocou indignação generalizada entre os liberais, católicos e não católicos, e contribuiu para o crescente sentimento antipapal na Europa. O menino foi criado na casa papal e acabou por ser ordenado sacerdote aos 21 anos.
Em 1867, canonizou Pedro de Arbues, o inquisidor espanhol do século XV e afirmou no documento de canonização: "A sabedoria divina providenciou que nestes dias tristes, quando os judeus ajudam os inimigos da igreja com os seus livros e dinheiro, este decreto de santidade foi levado ao seu cumprimento".
Em 1871, dirigindo-se a um grupo de mulheres católicas, Pio disse que os judeus "tinham sido crianças na Casa de Deus", mas "devido à sua obstinação e à sua incapacidade de acreditar, tornaram-se cães" (…) "Temos hoje em Roma infelizmente muitos destes cães, e ouvimo-los ladrar em todas as ruas, e andar por aí a molestar pessoas por todo o lado".

## Fim dos Estados Papais

### Estabelecimento da República Romana
O ano de 1848 foi muito agitado na Europa, tendo-se iniciado com revoltas na Sicília. A 14 de Março, a desordem pública forçou Pio IX a conceder uma constituição e um parlamento. O Rei Carlos Alberto da Sardenha declara guerra à Áustria nove dias depois. O levantamento popular continuou e um dos ministros que tinham sido nomeados pelo Papa para tentar agradar aos revolucionários, o liberal moderado Conde Pellegrino Rossi, foi assassinado em 15 de Novembro, nas escadas do Parlamento.

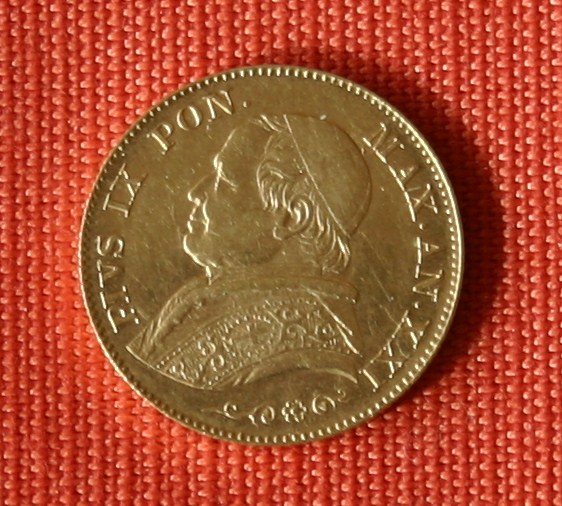
Moeda com a face do papa.

O Papa foi cercado por uma multidão no Quirinal exigindo uma República. Algumas pessoas chegaram a disparar armas para o ar fazendo com que uma bala perdida entrasse pela janela do gabinete do secretário do Papa, atingido-o. Um canhão até foi apontado na direcção dos portões do palácio. O Papa conseguiu escapar disfarçado de pároco, em 24 de Novembro, para o Reino de Nápoles, ficando a cidade de Roma nas mãos dos revoltosos. Só em 12 de Abril de 1850 retornaria a Roma, após intervenção diplomática da França e da Áustria. Crê-se que Pio IX tenha regressado afetado por esta violência e convertido para o lado conservador. Os revolucionários ainda estavam no terreno e a manutenção dos Estados Papais, sujeita à pressão de nacionalistas como Victor Emanuel II de Itália só se conseguiu com a ajuda de tropas francesas e austríacas.

### Unificação italiana

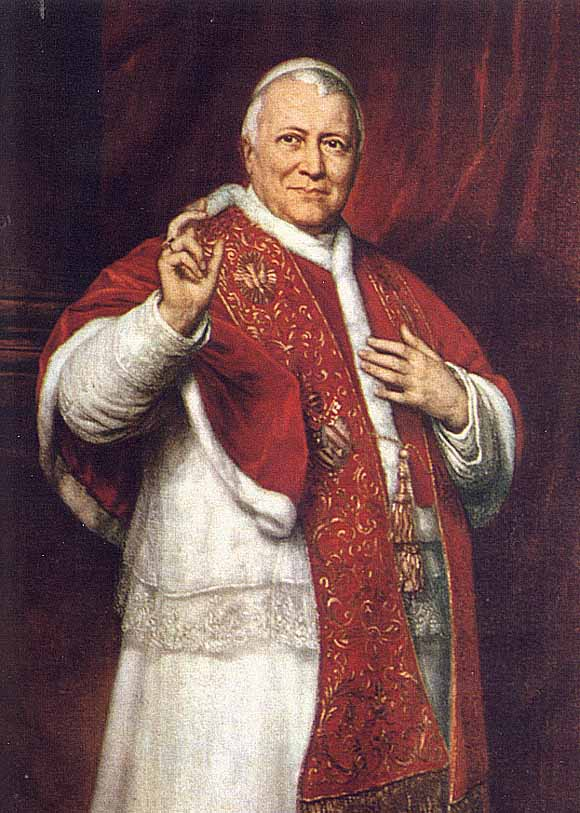
Papa Pio IX que deflagrou a questão romana

Em 1858, Napoleão III e o Conde de Cavour declaram em conjunto guerra à Áustria. Na sequência da Batalha de Magenta (4 de Julho de 1859) as forças da Áustria retiram-se dos Estados Papais, precipitando assim a sua queda. Em Fevereiro de 1860, Victor Emanuel reclama a Umbria e a região das Marches; ao serem recusadas, toma-as pela força. Ao derrotar o exército papal em 18 de Setembro, em Castelfidardo, e em 30 de Setembro em Ancona, Victor Emanuel toma todos os territórios papais excepto Roma.
Em Setembro de 1870 cerca Roma, tornando-a capital da nova Itália unificada. Concede a Pio a "Lei das Garantias" (15 de Maio de 1871) que dá ao Papa direitos de soberania, uma quantia anual fixa e a extraterritorialidade dos palácios papais de Roma. Pio IX nunca aceitou a oferta oficialmente, mantendo a pretensão sobre os territórios conquistados. Embora não tenha sido preso ou impedido de viajar à sua vontade, declarava-se prisioneiro no Vaticano. Além disso, proibiu os católicos italianos de votar nas eleições do novo reino italiano. Essa incômoda questão de disputas entre o Estado e a Igreja fica conhecida com o nome de Questão Romana e só termina em 1929, quando Benito Mussolini assinou com o Papa Pio XI a Concordata de São João Latrão.

## Balanço do pontificado

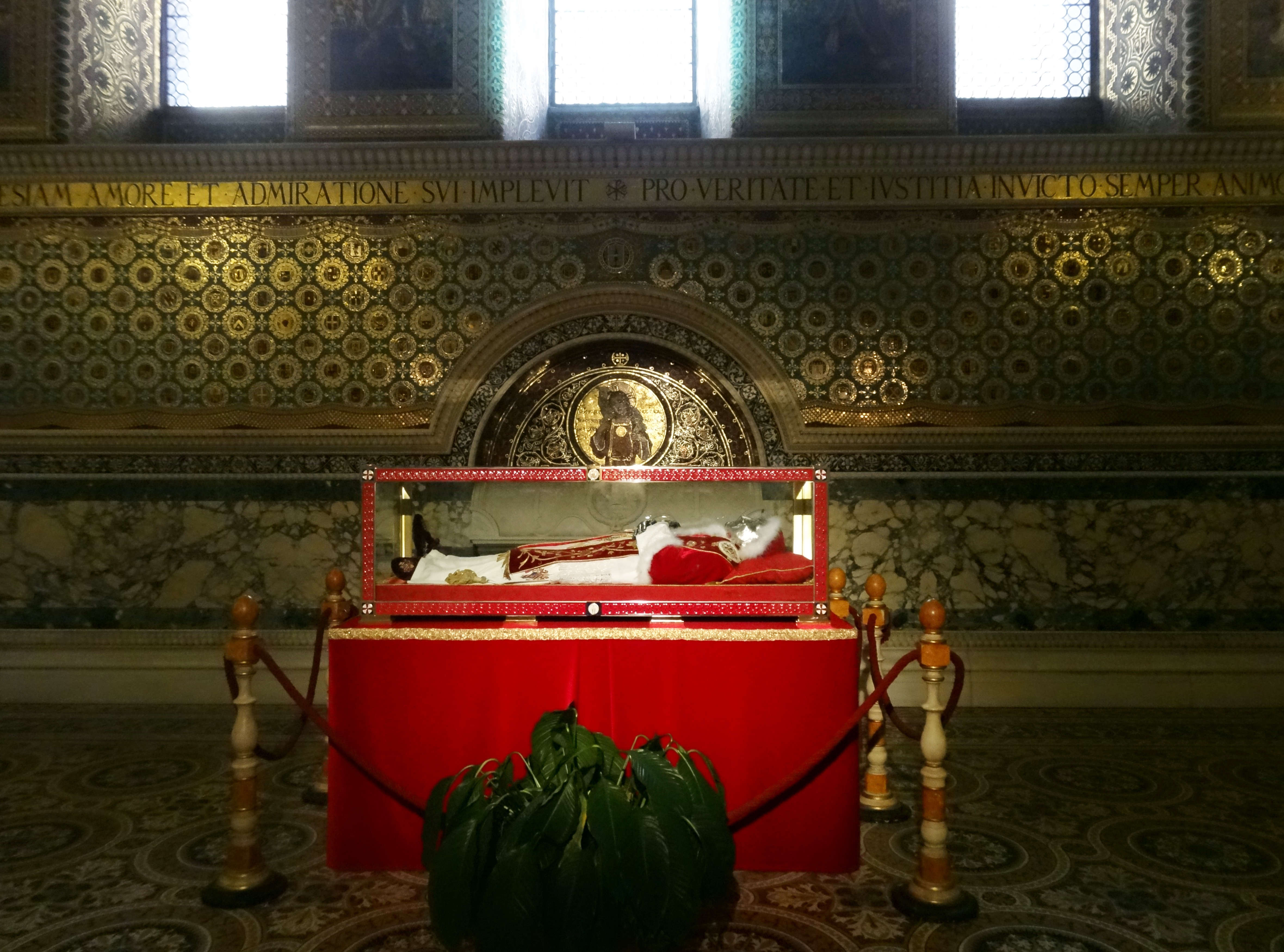
Túmulo de Pio IX na Basílica de São Lourenço Fora dos Muros

Pio IX escreveu algumas encíclicas a condenar determinadas teorias recém-surgidas como o comunismo e as ações anticristãs. Em 8 de Dezembro de 1864, Pio IX escreve a encíclica Quanta Cura cujo Syllabus lista 80 dos "principais erros do nosso tempo". O 80.º erro era que o Pontífice Romano tem de se reconciliar e acordar com o liberalismo e civilização moderna. Esta encíclica criticava abertamente aquilo que na altura era conhecido como americanismo.

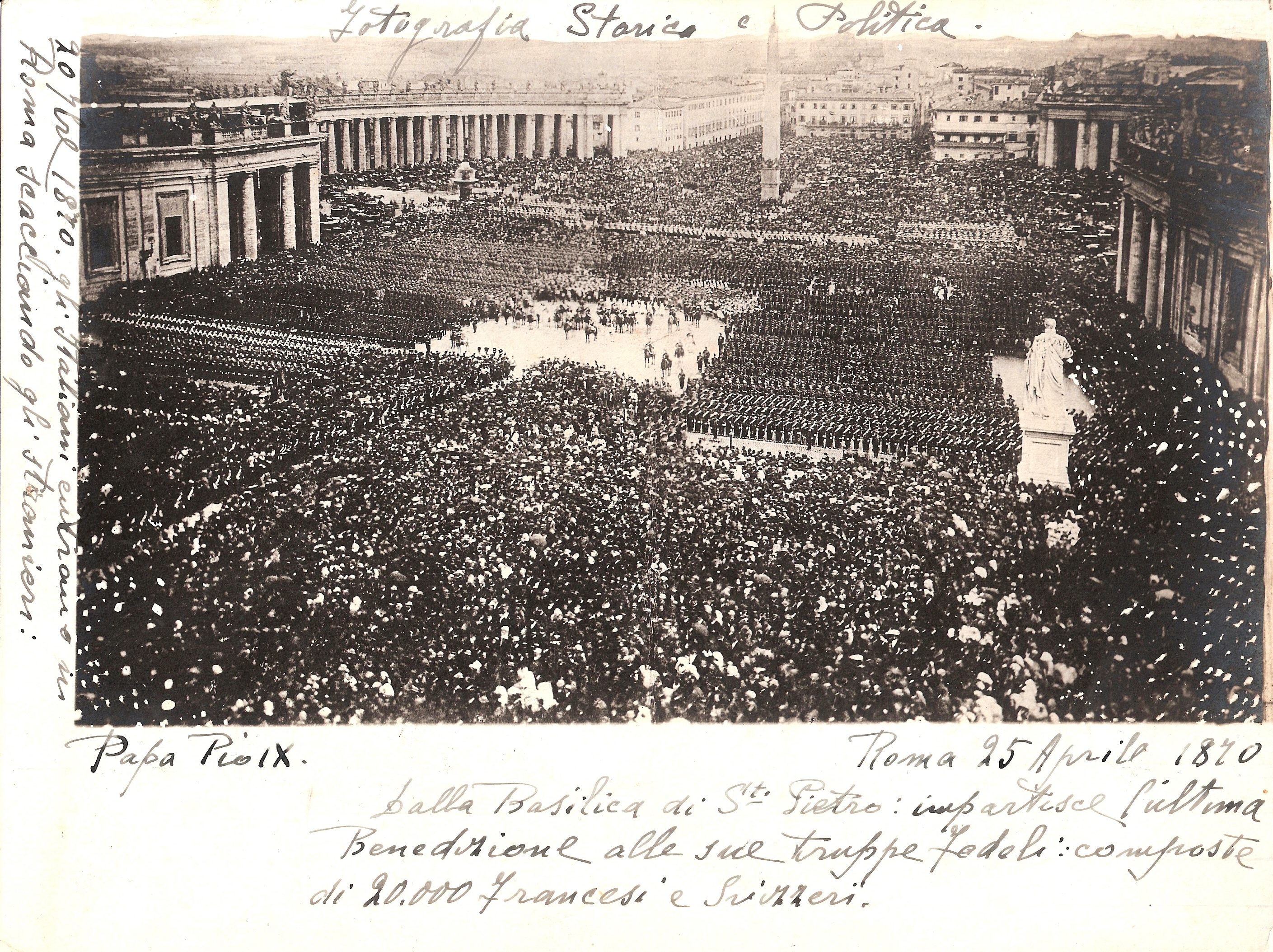
Praça de São Pedro durante a bênção papal no dia 25 de Abril de 1870.

Num balanço do pontificado, pode ser considerado um conservador. Como curiosidade o seu nome (Pio Nono) — era referido pelos italianos antipapistas como Pio No No.

## Beatificação

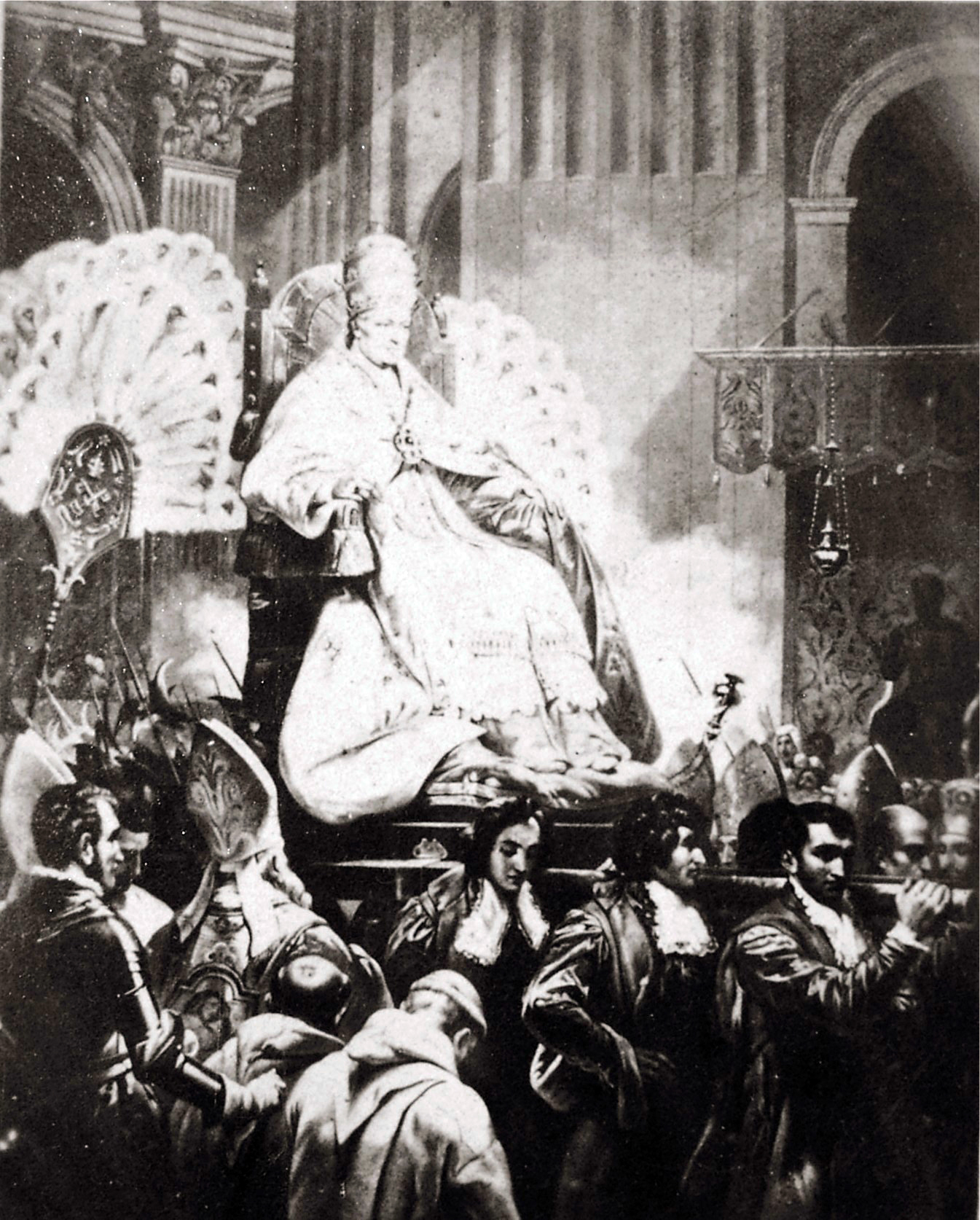
Pio IX na Basílica de S. Pedro.

O seu túmulo está na igreja de San Lorenzo fuori le mura. A sua controversa beatificação iniciou-se em 11 de Fevereiro de 1907 e foi relançada por três vezes antes de Pio IX ser declarado Venerável (6 de Julho de 1985). Ele foi finalmente beatificado em 3 de Setembro de 2000, juntamente com João XXIII, por João Paulo II. Sua festa litúrgica é comemorada no dia 7 de fevereiro, data de seu falecimento. Sobre ele afirmou o Papa João Paulo II:
Ao ouvir as palavras da aclamação ao Evangelho: "Senhor, guia-nos pela recta via", o pensamento dirige-se espontaneamente para as vicissitudes humana e religiosa do Papa Pio IX, João Maria Mastai Ferretti. Perante os acontecimentos turbulentos do seu tempo, ele foi exemplo de incondicionada adesão ao depósito imutável das verdades reveladas. Fiel em qualquer circunstância aos empenhos do seu ministério, soube dar sempre a primazia absoluta a Deus e aos valores espirituais. O seu longuíssimo pontificado não foi deveras fácil e teve que sofrer muito no cumprimento da sua missão ao serviço do Evangelho. Foi muito amado, mas também muito odiado e caluniado.
Mas precisamente no meio destes contrastes brilhou mais resplandecente a luz das suas virtudes: as prolongadas tribulações mitigaram a sua confiança na divina Providência, de cujo soberano domínio sobre as vicissitudes humanas ele jamais duvidou. Nascia aqui a profunda serenidade de Pio IX, mesmo no meio das incompreensões e dos ataques de tantas pessoas hostis. Gostava de dizer a quem lhe estava próximo: "nas coisas humanas é necessário contentar-se em fazer o melhor que se pode e no resto abandonar-se à Providência, que curará os defeitos e as insuficiências do homem".

É conhecida a profunda veneração que o Papa João tinha pelo Papa Pio IX, do qual desejava a beatificação. Durante um retiro espiritual, em 1959, escrevia no seu Diário: "Penso sempre em Pio IX de santa e gloriosa memória, e imitando-o nos seus sacrifícios, desejaria ser digno de celebrar a sua canonização" (Jornal da Alma, Ed. S. Paulo, 2000, p. 560).

## Brasão e Lema
- Descrição: Escudo eclesiástico esquartelado: o 1.º e o 4.º de blau com um leão coroado, apoiado sobre uma arruela, tudo de jalde — Armas dos Mastai; o 2.º e o 3.º de argente com duas bandas de goles — Armas dos Ferretti. O escudo está assente em tarja branca. O conjunto pousado sobre duas chaves decussadas, a primeira de jalde e a segunda de argente, atadas por um cordão de goles, com seus pingentes. Timbre: a tiara papal de argente com três coroas de jalde. Quando são postos suportes, estes são dois anjos de carnação, sustentando cada um, na mão livre, uma cruz trevolada tripla, de jalde.Brasão pontifício do Papa Pio IX

Brasão pontifício do Papa Pio IX

- Interpretação: O escudo obedece às regras heráldicas para os eclesiásticos. Nele estão representadas as armas familiares do pontífice, os Mastai, de Crema, e os Ferretti, condes em Ancona. No 1.º e no 4.º, o campo de blau (azul) representa o firmamento celeste e ainda o manto de Nossa Senhora, sendo que este esmalte significa: justiça, serenidade, fortaleza, boa fama e nobreza. O leão, símbolo de soberania, força e poder, sendo de jalde (ouro), simboliza: nobreza, autoridade, premência, generosidade, ardor e descortino. No 2.º e no 3.º, o campo de argente (prata) simboliza: inocência, castidade, pureza e eloquência e as bandas de goles (vermelho) simboliza: o fogo da caridade inflamada no coração do Soberano Pontífice pelo Divino Espírito Santo, que o inspira diretamente do governo supremo da Igreja, bem como valor e o socorro aos necessitados, que o Vigário de Cristo deve dispensar a todos os homens. Os elementos externos do brasão expressam a jurisdição suprema do papa. As duas chaves "decussadas", uma de jalde (ouro) e a outra de argente (prata) são símbolos do poder espiritual e do poder temporal. E são uma referência do poder máximo do Sucessor de Pedro, relatado no Evangelho de São Mateus, que narra que Nosso Senhor Jesus Cristo disse a Pedro: "Dar-te-ei as chaves do reino dos céus, e tudo o que ligares na terra será ligado no céu, e tudo o que desligares na terra, será desligado no céu" (Mt 16, 19). Por conseguinte, as chaves são o símbolo típico do poder dado por Cristo a São Pedro e aos seus sucessores. A tiara papal usada como timbre, recorda, por sua simbologia, os três poderes papais: de Ordem, Jurisdição e Magistério, e sua unidade na mesma pessoa.

## Encíclicas
| - Qui pluribus - 1846 - Nei giorni - 1846 - Praedecessores Nostros - 1847 - Ubi primum/1 - 1847 - Romani e quanti - 1848 - Nelle istituzioni - 1848 - Non semel - 1848 - Da questa pacifica - 1849 - Ubi primum/2 - 1849 - La serie - 1849 - Quibus, quantisque - 1849 - Noscitis et Nobiscum - 1849 - Si semper antea - 1850 - Exultavit cor nostrum - 1851 - Ex aliis nostris - 1851 - Nemo certe ignorat - 1852 - Probe noscitis - 1852 - Inter multiplices - 1853 - Neminem vestrum - 1854 - Optime noscitis /1 - 1854 - Apostolieae nostrae - 1854 - Inter graves - 1854 - Ineffabilis Deus - 1854 - Singulari quadam - 1854 - Optime noscitis /2 - 1855 - Cum saepe - 1855 | - Singulari quidem - 1856 - Cum nuper - 1858 - Amantissimi Redemptoris - 1858 - Cum Sancta Mater - 1859 - Qui nuper - 1859 - Ad gravissimum - 1859 - Maximo animi - 1859 - Nullis certe - 1860 - Cum catholica Ecclesia - 1860 - Novos et ante - 1860 - Multis gravibusque - 1860 - Iamdum cernimus - 1861 - Amantissimus humani - 1862 - Maxima quidem - 1862 - Quanto conficiamur - 1863 - Incredibili afflictamur - 1863 - Tuas libenter - 1863 - Multis gravissimis - 1864 - Ubi Urbaniano - 1864 - Maximae quidem - 1864 - Quanta cura - Syllabus - 1864 - Multiplices inter- 1865 - Meridionali Americae - 1865 - Levate - 1867 - Ex quo infensissimi - 1867 - Aeterni Patris - 1868 | - Arcano divinae - 1868 - Iam vos omnes - 1868 - Religiosas regularium - 1870 - Non sine gravissimo - 1870 - Multiplices inter /2 - 1870 - Apostolici ministerii - 1870 - Quo impensiore - 1870 - Respicientes ea - 1870 - Ecclesia dei - 1871 - Ubi nos - 1871 - Beneficia Dei - 1871 - Saepe, Venerabilis - 1871 - Ordinem vestrum - 1871 - Costretti nelle - 1872 - Quartus supre - 1873 - Etsi multa - 1873 - In magnis illis - 1873 - Vix dum a nobis - 1874 - Omnenem sollicitudinem - 1874 - Non expedit - 1874 - Gravibus ecclesiae - 1874 - Quod nunquam - 1875 - Graves ac diuturnae - 1875 - Quae Patriarchatu - 1875 - Dives in misericordia - 1877 |

## Ordenações[11]

### Ordenações diaconais
- Teodolfo Mertel † (1858)

### Ordenações presbíteros
- Edoardo Borromeo † (1846)
- Carlos Cuarteroni Fernández, O.SS.T. † (1849)
- Lucien Louis Joseph Napoleão Bonaparte † (1857)

### Ordenações episcopais
Foi o principal sagrante dos seguintes bispos:
- Giuseppe Valerga † (1847)
- Innocenzo Ferrieri † (1847)
- Fermín Sánchez Artesoro, O.F.M.Cap. † (1849)
- Luigi Vannicelli Casoni † (1850)
- Matteo Eustachio Gonella † (1850)
- Armand-Françios-Marie de Charbonnel, O.F.M.Cap. † (1850)
- Vincenzo Spaccapietra, C.M. † (1852)
- Francesco Paolo Lettieri † (1855)
- Alberto Barbolani di Montauto † (1856)
- Salvatore Nobili Vitelleschi † (1856)
- Vincenzo Massoni † (1856)
- Alessandro Franchi † (1856)
- Flavio Chigi † (1856)
- Elia Antonio Alberini, O.C.D. † (1856)
- Philippe François Zéphirin Guillemin, M.E.P. † (1857)
- William Joseph Hugh Clifford † (1857)
- Giovacchino Limberti † (1857)
- Giuseppe Targioni † (1857)
- Luigi Maria Paoletti † (1857)
- Gioacchino Antonelli † (1857)
- Gustav Adolf von Hohenlohe-Schillingsfürst † (1857)
- Sebastião Dias Laranjeira † (1860)
- Josif Sokolski † (1861)
- Filippo Maria Guidi, O.P. † (1864)
- Pier Francesco Meglia † (1864)
- Gaspard Mermillod † (1864)
- John Menzies Strain † (1864)
- Charles-Philippe Place † (1866)
- Jose Maria Ignacio Montes de Oca y Obregón † (1871)
- Luigi Bilio, B. † (1874)
- Raffaele Monaco La Valletta † (1874)
- Alessandro Sanminiatelli Zabarella † (1874)

E foi consagrante de:
- Albertino Philippe Laurent Marie Bellenghi, O.S.B. † (1828)
- Luigi Scalabrini, O.Carm. † (1832)
- Mariano Baldassare Medici, O.P. † (1833)